# Omgaan
Omgaan betekent letterlijk een andere koers kiezen en is de term die in het Nederlands recht wordt gebruikt voor een afwijken van eerdere uitspraken door het hoogste rechtscollege, de Hoge Raad der Nederlanden. Meestal wordt de term in juridische literatuur gebezigd in samenhang met een bepaald leerstuk in het recht en een vermelde concrete uitspraak.

## Voorbeelden
- (1905) Blaauboer/Berlips -- Derdenbeding.
- (1919) Lindenbaum/Cohen -- Lange tijd bestendigde de Hoge Raad in cassatiezaken dat het begrip "onrechtmatig" in de toenmalige artikelen 1401/1402 BW m.b.t. onrechtmatig handelen of nalaten strikt diende te worden uitgelegd als "onwetmatig"; in 1919 ging de Hoge Raad om door een ruimere buitenwettelijke aansprakelijkheidsgrond te erkennen.